# Trastornos del espectro autista
Los trastornos del espectro autista o TEA (del inglés autistic spectrum disorders o ASD) abarcan un amplio espectro de trastornos que, en su manifestación fenotípica, se caracterizan por deficiencias persistentes en la comunicación social y en la interacción social en diversos contextos, unidas a patrones restrictivos y repetitivos de comportamiento, intereses o actividades. Estos rasgos han de estar presentes en las primeras fases del período de desarrollo de la persona, aunque pueden no manifestarse totalmente hasta que las demandas sociales superan sus limitaciones. También pueden permanecer enmascarados por estrategias aprendidas.
La historia del estudio científico del autismo comienza con la publicación en 1943 del artículo «Autistic disturbances of affective contact» («Trastornos autistas del contacto afectivo»), de Leo Kanner (1943), pero sufrirá diversos avatares que retrasarán el avance de la investigación hasta bien entrada la década de 1960. No obstante, la primera descripción científica de los TEA la encontramos en 1925, gracias al trabajo de la psiquiatra infantil soviética Grunia Efimovna Sujareva, que había descrito en detalle esta condición veinte años antes, aunque sus investigaciones cayeron en el olvido; otro tanto sucedió con las primeras observaciones de Hans Asperger, publicadas en 1944, pero que solo serían tenidas en consideración bastantes años después.
Durante mucho tiempo, el autismo fue considerado un trastorno infantil. Sin embargo, hoy día se sabe que se trata de un cuadro psicológico permanente que acompaña a la persona a lo largo de todo su ciclo vital. Aunque aún no está clarificada su etiología, los trastornos del espectro autista parecen estar causados por la interacción entre una susceptibilidad genética heredable y factores epigenéticos y ambientales que actúan durante la embriogénesis. Las controversias rodean a algunas causas ambientales propuestas; por ejemplo, las hipótesis de vacuna son biológicamente inverosímiles y han sido refutadas por estudios científicos.
Antes de la publicación del DSM-5 en 2013, el llamado trastorno autista (referido también como autismo clásico, autismo kanneriano o, simplemente, autismo) constituía según el DSM-IV una subcategoría de los trastornos generalizados del desarrollo, dentro de los cuales se incluía también el trastorno de Rett, el trastorno desintegrativo infantil, el trastorno de Asperger y el trastorno generalizado del desarrollo no especificado. Este último se diagnosticaba cuando no se cumplían la totalidad de los criterios para los demás trastornos. Actualmente, esta clasificación ha cambiado. El DSM-5 incorpora, de acuerdo con los resultados de investigaciones posteriores, el concepto de «espectro» que había sido propuesto por primera vez por Lorna Wing a raíz de un estudio realizado junto con Judith Gould en 1979.
En cuanto a la intervención, las terapias que ofrecen mayor respaldo científico son las cognitivo-conductuales. Estas tienen como finalidad mejorar la calidad de vida de estas personas.
Algunas cuestiones pendientes de investigar en este ámbito son las diversas manifestaciones que revisten los TEA en la edad adulta y en las mujeres. Se dice que su incidencia es mayor en los hombres, pero se ha sugerido que este dato no es exacto por cuanto las manifestaciones en el sexo femenino son diversas al masculino. A nivel mundial, el 2 de abril se celebra el Día del Autismo. 
En el ámbito del séptimo arte, la primera película en tratar sobre el tema del autismo fue Change of Habit ("Cambio de hábito") de 1969 protagonizada por Elvis Presley y Mary Tyler Moore.

## Sistemas de clasificación

### DSM 5 (2013)
El DSM, en su edición de 1994 (DSM-IV), incluía el trastorno autista en la categoría trastornos generalizados del desarrollo, junto a otras 4 subcategorías: trastorno de Rett, el trastorno desintegrativo infantil, el trastorno de Asperger y el trastorno generalizado del desarrollo no especificado (PDD-NOS, en inglés).
En la actualidad, esta terminología ha desaparecido del DSM. El DSM-5, incluye por primera vez la categoría Trastornos del espectro autista, que sustituye a los anteriores subtipos "trastorno autista", "síndrome de Asperger", y "trastorno generalizado del desarrollo no especificado" por la categoría general “Trastornos del Espectro Autista” (TEA), quedando fuera el síndrome de Rett, pues, aunque tiene similitudes en algunos de sus síntomas con el autismo, presenta una etiología genética bien definida. Por su parte, el Trastorno Desintegrativo de la Infancia deja de ser recogido por el DSM-5, ya que tiene importantes problemas de validez.
Antes de la aparición del DSM-5, este sistema de clasificación se centraba más en las clasificaciones o categorías descriptivas que en las necesidades de los pacientes. El nuevo manual, por el contrario, atiende a cuestiones de intervención, y por ello establece tres niveles de necesidad dentro de los TEA:
1. Nivel I: Personas que necesitan ayuda.
2. Nivel II: Personas que necesitan ayuda notable.
3. Nivel III: Personas que necesitan ayuda muy notable.

De ahí que los síndromes anteriormente considerados como subtipos ahora sean considerados como manifestaciones diversas de un mismo trastorno.
Los tres criterios contemplados en el DSM-IV para el diagnóstico (disfunciones sociales, del lenguaje y comportamientos reiterativos), pasan a ser dos en el DSM-5, que reagrupa los dos primeros en uno solo.
Anteriormente, en el DSM-III (1980) se consideraba una sola categoría, la de "autismo infantil", siendo la primera edición de este manual que incluyó el trastorno; anteriormente, aunque el autismo había sido ya identificado como entidad específica, los comportamientos autistas eran desacertadamente asimilados a la esquizofrenia o, en términos generales, a las psicosis.

### CIE 10 (1992) y CIE 11 (2019)
El CIE tiene su origen en la «Lista de causas de muerte», cuya primera edición editó el Instituto Internacional de Estadística en 1893. La OMS se hizo cargo de la misma en 1948, en la sexta edición, la primera en incluir también causas de morbilidad. A la fecha, la lista en vigor es la CIE-10 de 1992, y se usa a escala internacional para fines estadísticos relacionados con morbilidad y mortalidad, los sistemas de reintegro y soportes de decisión automática en medicina.
El CIE-10 de 1992, al igual que el DSM IV, incluía el autismo dentro de la categoría F84.Trastornos generalizados del desarrollo, junto a otras subcategorías, de acuerdo con la siguiente clasificación:
F84.0. Autismo infantil
F84.1. Autismo atípico
F84.2. Síndrome de Rett
F84.3	Otro trastorno desintegrativo de la infancia
F84.4	Trastorno hipercinético con retraso mental y movimientos estereotipados
F84.5	Síndrome de Asperger

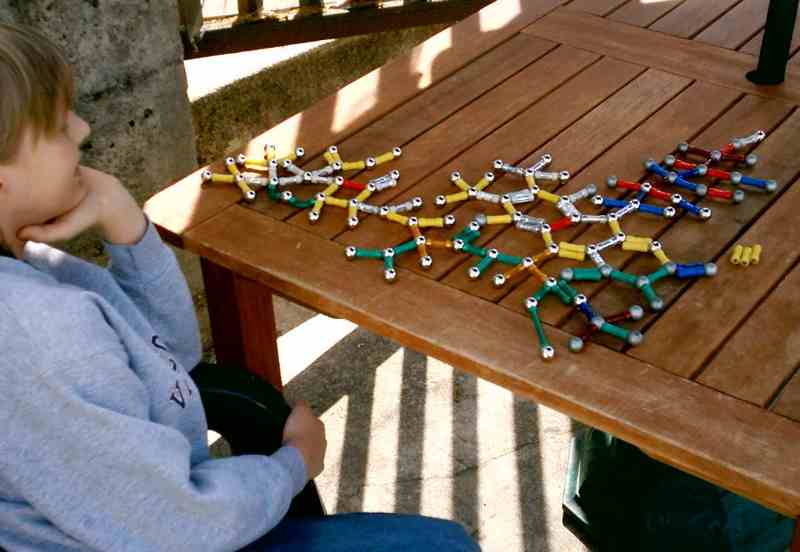
Los intereses restringidos o los comportamientos repetitivos, como el interés de este niño por jugar con un modelo de juguete de moléculas, son algunas de las características del Autismo.

F84.8	Otros trastornos generalizados del desarrollo
F84.9	Trastorno generalizado del desarrollo sin especificación
En mayo de 2019, la OMS presentó la CIE-11, a partir de enero de 2022 los países miembros podrán empezar a implantarlo en su Sistema Nacional de Salud. En esta edición, se actualizan los criterios de diagnóstico del autismo en la misma línea del DSM-5, recogiendo el término único de «Trastorno del Espectro del Autismo» e incluyendo en esta categoría:
- Autismo
- Síndrome de Asperger
- Trastorno desintegrativo infantil
- Otros trastornos generalizados del desarrollo, no especificados.

En cuanto a las características nucleares del TEA, la CIE-11 —al igual que el DSM-5— las reduce a dos (dificultades para la interacción y la comunicación social; e intereses restringidos y comportamientos repetitivos; eliminando la anterior relacionada con problemas del lenguaje). Y también añade la importancia de explorar rasgos sensoriales inusuales, lo que se ha constatado como algo común entre las personas con autismo.

### Diferencias entre el DSM-5 y el CIE-11.
El DSM (American Psychiatric Association) ha de considerarse como una herramienta de apoyo para la codificación en el CIE (Organización Mundial de la Salud).
Las diferencias más importantes entre ambas clasificaciones son:
1. El CIE-11 aporta pautas detalladas para distinguir entre autismo con y sin discapacidad intelectual, mientras que el DSM-5 solo señala que el autismo y la discapacidad intelectual pueden darse simultáneamente.
2. El CIE-11 incluye la pérdida de competencias previamente adquiridas como una característica a tener en cuenta a la hora de realizar el diagnóstico.
3. El CIE-11 da menos importancia al tipo de juego en la etapa infantil, ya que considera que este factor varía en función del país o de la cultura. En su lugar, pone el acento en los signos de inflexibilidad en el pensamiento, como la autoimposición de reglas estrictas.

## Historia

### Autismo o trastorno autista
La palabra «autismo» fue utilizada por primera vez en 1912 por el psiquiatra suizo Eugene Bleuler, en un artículo publicado en el American Journal of Insanity, para referirse a uno de los síntomas de la esquizofrenia o Dementia praecox, un trastorno de muy rara ocurrencia en la infancia. Lo construyó a partir del griego αὐτὀς (autos) que significa «uno mismo».
En 1925, la psiquiatra infantil soviética Grunia Sujareva publica en ruso la primera descripción detallada de síntomas asociados con esta condición, y un año más tarde la traduce al alemán. Inicialmente utilizó el término «psicopatía esquizoide» (significado en su momento: 'excéntrico'), pero más tarde lo reemplazó con «psicopatía autista» (patológico avoidant) para describir el cuadro clínico de autismo, pero este trabajo pionero cayó en el desconocimiento. Sujareva fue la primera en dar importancia a un tratamiento no solo psiquiátrico, sino educativo, familiar y sistémico de las personas con trastornos del espectro autista (TEA), y describió características en ambos géneros, hombres y mujeres.
En 1938, el médico austríaco Hans Asperger utilizó la terminología de Bleuler usando «autista» en el sentido moderno para describir en psicología infantil a niños que no compartían con sus pares, no comprendían los términos «cortesía» o «respeto» y presentaban además hábitos y movimientos estereotipados. Denominó el cuadro «psicopatía autista». En 1944 elaboraría un artículo para ahondar en este síndrome; sin embargo, sus trabajos pasaron desapercibidos durante décadas ante la comunidad científica internacional debido a las circunstancias históricas posteriores, ya que publicó en alemán.
El uso médico moderno del término autismo lo encontramos en el estudio de un grupo de tres niñas y ocho niños que llevó a cabo Leo Kanner, otro psiquiatra austriaco, pero que trabajaba en el Hospital Johns Hopkins de Estados Unidos, y que fue publicado en 1943, casi a la par que el de Asperger. Kanner constató que estos niños tenían «una inhabilidad innata para lograr el usual y biológicamente natural contacto afectivo con la gente» e introdujo la caracterización autismo infantil temprano. Hans Asperger y Leo Kanner son considerados los pioneros del estudio moderno del autismo.
Las interpretaciones del comportamiento de los grupos observados por Kanner y Asperger fueron distintas. Kanner reportó que tres de los once niños no hablaban y los demás no utilizaban las capacidades lingüísticas que poseían. También notó un comportamiento auto-estimulatorio y "extraños" movimientos en aquellos niños. Por su lado, Asperger notó, más bien, sus intereses intensos e inusuales, su repetitividad de rutinas y su apego a ciertos objetos, lo cual era muy diferente al autismo de alto rendimiento, ya que en el experimento de Asperger todos hablaban. Indicó que algunos de estos niños hablaban como "pequeños profesores" acerca de su área de interés, y propuso la teoría de que para tener éxito en las ciencias y en el arte uno debía tener cierto nivel de autismo.
El trabajo de Asperger no fue reconocido hasta 1981, cuando Uta Frith —psicóloga estadounidense de origen alemán— lo redescubre y lo traduce al inglés. Aunque tanto Hans Asperger como Leo Kanner coincidían en muchas de sus apreciaciones, sus diferentes interpretaciones llevaron a Lorna Wing a usar el término síndrome de Asperger diferenciándolo del autismo de Kanner, aunque señalaba que bien se podía tratar de dos manifestaciones distintas de una misma condición.
Debido en parte a que Leo Kanner echó mano del término autismo para describir la nueva condición que había descubierto, ésta quedó estigmatizada por la sombra de las psicosis, dificultando el avance de las investigaciones hasta bien entrada la década de los 60 en EE. UU. y aún más tarde en otros países.
De hecho, esta fue la interpretación que siguieron las corrientes principales del psicoanálisis, con la particularidad de que se pensaba que estas psicosis tenían un origen psicogenético, es decir, que estaban provocadas por la frialdad de la figura materna a la hora de interaccionar con los hijos en los primeros meses de desarrollo. Ello da lugar a uno de los episodios más oscuros de la historia del autismo y de la psiquiatría en general, pues se perpetuó la práctica de separar a los niños de sus padres y de internarlos en instituciones, además de crear serios sentimientos de culpa en los progenitores.
Estas prácticas llegaron al límite en la década de los 60 de la mano del psicoanalista y psicólogo austriaco afincado en Estados Unidos Bruno Bettelheim, quien creó el término de “madre nevera” y publicó en 1968 un libro titulado La fortaleza vacía, sugiriendo que detrás de la apariencia de oposición de los niños autistas se escondía un interior muy pobre. Bettelheim adoptó una posición más doctrinaria con respecto al autismo, distanciándose de la búsqueda científica y neurobiológica de Kanner y partiendo de los postulados psicoanalíticos. Trató también de incorporar la epistemología genética de Piaget. Su objetivo era mantener la Escuela Ortogénica de Chicago, donde los niños eran separados de sus madres para emprender una terapias de dudosa efectividad. Posteriormente, se pusieron al descubierto muchas irregularidades e incluso hechos polémicos sobre los métodos utilizados y el trato dispensado a sus pacientes.
El psicólogo estadounidense de origen alemán, Eric Schopler, cuya investigación pionera en el autismo llevó a la fundación del programa TEACCH, horrorizado por las ideas y la práctica de Bettelheim, decidió dedicarse a entrenar a los padres en el proceso educativo tanto como fuera posible. De hecho, sin la participación de las asociaciones de padres y sus reivindicaciones no hubiera sido posible avanzar de modo decidido en la investigación del autismo en los años posteriores.
El psicólogo clínico Ole Ivar Lovaas (Lier, Noruega; 1932 – Lancaster, Estados Unidos; 2010) fue considerado como uno de los padres de la terapia para el autismo, denominada análisis de conducta aplicada o ACA, más conocido por sus siglas en inglés como ABA (applied behavior analysis). Sin embargo, fue muy criticado por el uso de técnicas aversivas.
Las aportaciones de Charles Fester y Mirian K. DeMyer desde la perspectiva conductual de la psicología del aprendizaje hacen que a lo largo de los años 60 y posteriormente se vaya abriendo paso la perspectiva educativa en la intervención del autismo, no como métodos de supuesta cura, sino como un modo de mejorar las conductas adaptativas de los afectados.

### Actualidad: concepto de «espectro autista»
La psiquiatra Lorna Wing, madre de una hija autista, introduce el concepto de ‘’espectro autista’’, lo que, a principios de los años 80, va a significar una auténtica revolución en el modo de entender y afrontar el autismo. Esta idea fue reforzada por el trabajo de Uta Frith, pionera en gran parte de la investigación actual sobre el autismo, y a quien debemos el redescubrimiento de los trabajos de Hans Asperger.
Hoy en día está totalmente desechada la hipótesis de las "madres nevera", y aunque la etiología de los TEA no está del todo clarificada, las investigaciones señalan a una condición neurológica con concurrencia de factores genéticos, epigenéticos y ambientales que actúan durante la embriogénesis.
A partir de 1997, comienzan a publicarse las guías de buena práctica para TEA, que tienen como fin garantizar la calidad científica de las investigaciones, el rigor en el diagnóstico y la ética en las prácticas de intervención en los TEA de acuerdo con los descubrimientos científicos que fueron surgiendo a finales de la década de los 90 y principios del siglo XXI.

## Cuadro clínico
Según el DSM-5, el autismo se caracteriza por retraso o alteraciones del funcionamiento antes de los tres años de edad en una o más de las siguientes esferas:
1. Interacción social y comunicación.
2. Patrones de comportamiento, intereses y actividades restringidos, repetitivos y estereotipados.

El CIE-11 también agrupa en torno a estos dos rasgos nucleares las disfunciones propias del TEA.

## Características
1. Déficit en la reciprocidad socioemocional, que oscila desde un acercamiento social inadecuado y errores en el seguimiento de una conversación, hasta un nivel reducido para compartir intereses, emociones o afectos, o fracaso para iniciar o responder a las interacciones sociales.
2. La falta de atención a partir del año y medio, pues aparentemente no escucha.
3. Déficit en las conductas de comunicación no verbales, empleadas para la interacción.
4. Déficit en el desarrollo, en el mantenimiento y en la comprensión de las relaciones, lo cual abarca, por ejemplo, desde las dificultades para ajustar su conducta, para adaptarse a varios contextos sociales; dificultades para compartir el juego imaginativo o para hacer amigos, hasta la ausencia de interés por los iguales.[41]

La gravedad está basada en las deficiencias en la comunicación social y en los patrones de conducta restrictivos o repetitivos.
Es muy frecuente, también, la hipersensibilidad sensorial, lo que conlleva a que los estímulos considerados insignificantes, podrían desatar una crisis en personas afectadas con TEA. Así, la hipersensibilidad afectaría a los siguientes campos:
- Visual: Puede que no toleren las luces muy brillantes ni ciertos colores (por ejemplo, el amarillo, aun cuando esto no es un determinante sine qua non).
- Auditivo: Suelen detectar sonidos que otros pasan por alto y pueden aturdirse fácilmente por un ruido fuerte, en cuyo caso, por lo general, se tienden a tapar los oídos.
- Olfativo: Detectan olores que los demás no perciben o que pasan por alto.
- Gustativo: La exacerbada sensibilidad gustativa podría llevarlos a desarrollar trastorno de alimentación selectiva, como comorbilidad.
- Táctil: En muchos casos, son muy sensibles al contacto físico y puede que les desagrade ser tocados o ser muy selectivos al respecto.

También es muy frecuente, especialmente en adultos con la condición, tener conductas infantiles, lo cual podría confundirse con el síndrome de Peter Pan.

### Características en mujeres
Es importante hacer una diferenciación entre la forma en que se presentan los TEA en mujeres. Un estudio realizado en 2017 por la Journal of the American Academy of Child and Adolescent Psychiatry, ha establecido que la proporción varones/mujeres ya no sería de 4:1, sino 3:1, y esto se debe a que en los últimos años mejoraron las técnicas de detección.
Las mujeres pueden tener mayor capacidad para camuflar síntomas. En tal sentido, se ha evidenciado que las mujeres con TEA suelen presentar:
- Mayores capacidades sociales, comunicativas y para hacer amistades.
- Una mayor capacidad para el lenguaje simbólico.
- Menos estereotipias y comportamientos menos repetitivos que los hombres, o al menos de una manera menos perceptible.
- Mejores índices en aspectos como la memoria, la flexibilidad cognitiva y la motivación.[45]

## Autismo idiopático y autismo sindrómico
Cuando se habla de autismo sin otra especificación, nos estamos refiriendo al autismo idiopático, condición incluida en los TEA. En estos casos, no existe ningún marcador biológico.
Pero los síntomas de autismo pueden presentarse también como consecuencia de otra afección de etiología conocida. Es lo que se denomina ‘’autismo secundario’’ o ‘’autismo sindrómico’’.
Para hablar de autismo sindrómico (también se habla de ‘síndromes dobles’) se requiere que la enfermedad asociada con el autismo en esos pacientes haya sido descrita en su origen en otros pacientes no autistas, constituyendo éstos la mayoría de los casos.
En este caso, no se puede establecer un nexo causal entre ambos trastornos.
Determinar esta falta de relación causal puede resultar difícil en síndromes muy infrecuentes, pero hay algunos en los que ha sido posible, como el síndrome del X frágil, síndrome deleción 22q13, síndrome de Rett, esclerosis tuberosa, fenilcetonuria no tratada, rubéola congénita, síndrome de Prader-Willi, trastorno desintegrativo de la infancia y la deficiencia de cetoácido deshidrogenasa quinasa de cadena ramificada.

## Etiología
Aunque no se reconocen causas específicas de los trastornos del espectro autista, varios factores de riesgo han sido identificados y es posible que contribuyan al desarrollo del TEA.

### Bases neurobiológicas
La evidencia científica sugiere que en la mayoría de los casos el autismo es un desorden heredable. De hecho, es uno de los desórdenes neurológicos con mayor influencia genética. Los resultados de estudios en familias y en gemelos sugieren que los factores genéticos tienen un papel en la etiología del autismo y otros trastornos del desarrollo.
Los estudios en gemelos idénticos han encontrado que si uno de los gemelos es autista, la probabilidad de que el otro también lo sea es de un 60 %, pero de alrededor de 92 % si se considera un espectro más amplio. Incluso hay un estudio que encontró una concordancia de 95,7 % en gemelos idénticos. La probabilidad en el caso de mellizos o hermanos que no son gemelos es de un 2 a 4 % para el autismo clásico y de un 10 a 20 % para un espectro amplio. No se han encontrado diferencias significativas entre los resultados de estudios de mellizos y los de hermanos. Sin embargo, no se ha demostrado que las diferencias genéticas observadas, aunque resultan en una neurología atípica y un comportamiento considerado anormal, sean el origen patológico.
Se han encontrado dos genes relacionados con el autismo que también están relacionados con la epilepsia, el SNC1A causante del síndrome de Dravet y el PCDH19 que provoca el síndrome EFMR también llamado Juberg Hellman. También se han encontrado deleciones de pérdida de PCDH 10 que han sido relacionadas directamente con trastornos del espectro autista.
Recientemente se ha descubierto otro gen más implicado en el desarrollo del autismo y la asociación entre la epilepsia y el autismo, ya se conocen dos genes, en 2001 se encontró el SNC1A, en 2009 se descubrió la relación con el PCDH19 y en abril de 2011 se ha encontrado el SYN1 en una familia canadiense.
Otras investigaciones han descubierto que la hormona oxitocina podría desempeñar un papel relevante en la aparición del autismo. En el cerebro, la hormona oxitocina parece estar involucrada en el reconocimiento y establecimiento de relaciones sociales y podría estar involucrada en la formación de relaciones de confianza y generosidad.
En 2017 Joseph Piven et al. publicaron en la revista Nature un estudio donde analizaron a 106 lactantes que tenían algún hermano mayor diagnosticado con autismo, con un grupo de control de 42 lactantes de bajo riesgo familiar. El estudio se realizó a través del análisis de imágenes por resonancia magnética realizadas a los 6, a los 12 y los 24 meses de edad. El equipo detectó que a quienes más adelante se le diagnosticaría autismo existía un crecimiento cerebral de mayor rapidez desde los 6 meses de edad, a los 12 meses se expandía más en superficie y más adelante adquiría mayor volumen a los 24 meses. Asimismo, el equipo halló una correlación estrecha entre el crecimiento cerebral excesivo y el futuro diagnóstico de autismo que permitía predecir el diagnóstico en 8 de cada 10 infantes de alto riesgo familiar usando solamente las resonancias magnéticas realizadas a los 6 y los 12 meses de edad.

### Causas estructurales
Evidencias actuales indican que los sistemas fronto-estriado y cerebeloso motor son las principales zonas afectadas en las personas con trastornos del espectro autista, tanto a nivel anatómico como funcional.
La reducción del número de células de Purkinje (neuronas del cerebelo que controlan la función motora, el equilibrio, la marcha y el habla) y la hipoplasia cerebelosa son las alteraciones neurológicas que se han relacionado con los TEA de manera más clara. De hecho, el cerebelo es esencial en el desarrollo de la comunicación, las capacidades motrices, cognitivas y sociales básicas, y las conductas repetitivas/restrictivas, todas ellas alteradas en las personas con estos trastornos.

### Factores ambientales
A pesar de que los estudios sobre gemelos indican que el autismo es sumamente heredable, parecen también indicar que el nivel de funcionamiento de las personas con autismo pueden ser afectados por algún factor ambiental, al menos en una porción de los casos. Una posibilidad es que muchas personas diagnosticadas con autismo en realidad padecen de una condición desconocida parecida al autismo causada por factores ambientales, o sea, una fenocopia. De hecho, algunos investigadores han postulado que no existe el "autismo" en sí, sino una gran cantidad de condiciones desconocidas que se manifiestan de una manera similar.
De todas formas, se han propuesto varios factores ambientales que podrían afectar el desarrollo de una persona genéticamente predispuesta al autismo:

#### Factores de riesgo prenatales y perinatales
Una serie de complicaciones prenatales y perinatales han sido reportadas como posibles factores de riesgo para autismo. Estas incluyen diabetes gestacional, edad materna y paterna mayor a 30 años, hemorragias luego del tercer trimestre, uso de medicación (ej., valproato) durante el embarazo y meconio en el líquido amniótico. Aunque las investigaciones no son concluyentes respecto de la relación de estos factores con el autismo, cada uno de estos ha sido identificado más frecuentemente en niños con autismo, en comparación con sus hermanos no autistas u otros niños con desarrollo normal.

#### Factores obstétricos
Hay un buen número de estudios que muestran una correlación importante entre las complicaciones obstétricas y el autismo. Algunos investigadores opinan que esto podría ser indicativo de una predisposición genética nada más. Otra posibilidad es que las complicaciones obstétricas simplemente amplifiquen los síntomas del autismo.

#### Estrés
Se sabe que las reacciones al estrés en las personas con autismo son más pronunciadas en ciertos casos. Sin embargo, factores psicogénicos como base de la etiología del autismo casi no se han estudiado desde los años 70, dado los nuevos enfoques que han surgido hacia la investigación de causas genéticas.[cita requerida]

#### Ácido fólico
La suplementación con ácido fólico ha aumentado considerablemente en las últimas décadas, particularmente por parte de mujeres embarazadas. Se ha postulado que este podría ser un factor de generación de autismo, dado que el ácido fólico afecta la producción de células, incluidas las neuronas. Sin embargo, la comunidad científica todavía no ha tratado este tema.[cita requerida]

### Conexión intestino-cerebro
Existe un intenso debate en la comunidad científica sobre la conexión intestino-cerebro. Varios estudios sugieren una relación entre la sensibilidad al gluten no celíaca y trastornos neuropsiquiátricos, entre los que figura el autismo.
La investigación sobre el efecto de la dieta y la nutrición en el autismo se ha incrementado en las últimas dos décadas, sobre todo en los síntomas de hiperactividad y atención. Se ha planteado la hipótesis de que algunos síntomas de los trastornos del espectro autista pueden ser causados por los péptidos opioides, formados a partir de la descomposición incompleta de los alimentos que contienen gluten y caseína, que atraviesan la membrana intestinal, debido a un aumento de la permeabilidad intestinal, por lo que pasan al torrente sanguíneo, cruzando la barrera hematoencefálica. El exceso resultante de los opioides, se cree que conduce a los comportamientos observados en el autismo y que la eliminación de estas sustancias de la dieta podría determinar un cambio en los comportamientos autistas.
El hallazgo de anticuerpos del tipo IgG contra antígenos alimentarios, se considera una evidencia indirecta del aumento de la permeabilidad intestinal. Los niños con autismo tienen, en comparación con los controles sanos, niveles significativamente más altos de anticuerpos antigliadina del tipo IgG (pero no del tipo IgA), especialmente aquellos con síntomas gastrointestinales. También se ha reportado un aumento de los anticuerpos dirigidos a varios otros alérgenos alimentarios, incluidos la caseína y la leche entera.
La eficacia de la dieta sin gluten y sin caseína en la mejora de la conducta autista aún no está definitivamente demostrada y son necesarios nuevos estudios a gran escala, aleatorizados y de buena calidad. Los estudios realizados hasta la fecha, indican que sólo una parte de niños diagnosticados con trastornos del espectro autista se beneficia de la eliminación del gluten de la dieta. En general, según las observaciones de los padres, la dieta produce una mayor mejora de los comportamientos autistas, los síntomas fisiológicos y las habilidades sociales en los niños con síntomas gastrointestinales, diagnósticos de alergia alimentaria o sospecha de sensibilidad alimentaria; y en aquellos en los que la supresión del gluten y la caseína es estricta, con errores poco frecuentes tanto bajo la supervisión paterna como en el resto de situaciones. Por lo general suele acontecer que podría tratarse de una comorbilidad con enfermedad celíaca o sensibilidad al gluten no celíaca.
En 2019 Dae-Wook Kang et al. hallaron que la flora intestinal de un grupo de niños autistas era notablemente menos rica en especies de microorganismos que la de niños neurotípicos, y consiguió mejoras en su comportamiento mediante trasplantes de heces.

### Controversias históricas en la etiología

#### Vacunas
La afirmación más controvertida respecto a la etiología del autismo fue sobre la vacuna SRP, y en aquellas que han utilizado el componente timerosal como conservante. Originada de un caso de fraude científico, sugería que el autismo resultaba del daño cerebral causado por componentes de la vacuna. No hay evidencia científica convincente que soporte esta hipótesis. Fue propuesta inicialmente por Andrew Wakefield, un excirujano británico e investigador médico.
Andrew Wakefield planteó la existencia de un vínculo entre la vacuna triple viral (contra el sarampión, la parotiditis y la rubéola), el autismo y la enfermedad intestinal en 1998.
Cuatro años después de la publicación del documento, los resultados de otros investigadores aún no habían podido reproducir las conclusiones de Wakefield o confirmar su hipótesis de una relación entre trastornos de la infancia gastrointestinales y el autismo. Una investigación en 2004 realizada por el periodista Brian Deer del Sunday Times reveló intereses financieros por parte de Wakefield y la mayoría de sus colaboradores en desacreditar la vacuna. El Consejo Médico General Británico (GMC) realizó una investigación sobre las denuncias de mala conducta contra Wakefield y dos colegas anteriores. En 2010, fue encontrado culpable de fraude y se le prohibió volver a ejercer la medicina.
En 2014, un metaanálisis que incluyó a 1,25 millones de niños de diferentes partes del mundo concluyó que ninguno de los componentes de la vacuna llevaban al desarrollo de TEA.

#### Crianza
Entre los años 50 y los 70 se creía que los hábitos de los padres eran corresponsables del autismo, en particular, debido a la falta de apego, cariño y atención por parte de madre-padre denominados "madre-padre nevera" (refrigerator mother-father). Estas teorías han sido refutadas por investigadores de todo el mundo en las últimas décadas. El grupo de estudio para los trastornos del espectro autista del Instituto de Salud Carlos III del Ministerio de Sanidad califica estas teorías como uno de los mayores errores en la historia de la neuropsiquiatría infantil.
Ciertas investigaciones relacionaron la privación institucional profunda en un orfanato con la aparición de un número desproporcionado de niños con algunos rasgos cuasi-autistas (aunque sin las características fisiológicas). Se postula que este fenómeno es una fenocopia del autismo. A diferencia de los niños con autismo, la sintomatología de estos niños, con rasgos provocados por la privación extrema, remite cuando viven en un entorno normalizado. Una privación institucional extrema, por otro lado, puede agravar el grado de afectación de un niño autista y empeorar trágicamente su pronóstico.
Las investigaciones de Spitz y toda la teoría del apego de John Bowlby, basadas en la potencia de salud mental que proporciona el apego al bebé, demuestran hasta qué punto puede beneficiar a los niños autistas un entorno de apego seguro, amor y respeto.
También durante muchos años se llegó a confundir las características de los trastornos del espectro autista con el comportamiento típico de un niño mimado y caprichoso;[cita requerida] no obstante, en la actualidad se sabe que tal afirmación es totalmente falsa y, por lo tanto, esa teoría ha sido totalmente rechazada. Ergo, es un mito muy lejos de la verdad.

## Teorías explicativas
Se han propuesto muchos modelos para explicar qué es o qué causa el comportamiento autista.

### Teoría de la mente (ToM)
Baron-Cohen, Leslie y Frith establecieron la hipótesis de que las personas con autismo no tienen una teoría de la mente, esto es, la capacidad de inferir los estados mentales de otras personas (sus pensamientos, creencias, deseos, intenciones) y de usar esta información para lo que dicen, encontrar sentido a sus comportamientos y predecir lo que harían a continuación.
Esta teoría explicaría la tríada de alteraciones sociales, de comunicación y de imaginación, pero no explica por qué un 20 % de niños con autismo supera la tarea, ni tampoco puede explicar otros aspectos como son: repertorio restringido de intereses, deseo obsesivo de invarianza, etcétera.
Sin embargo, hay quienes ponen de manifiesto que, en caso de existir el constructo hipotético de la Teoría de la Mente, no hay datos decisivos para afirmar que los autistas no la poseen.

### Falta de coherencia central
Esta teoría, propuesta por Uta Frith, sugiere que los niños autistas son buenos para prestar atención a los detalles, pero no para integrar información de una serie de fuentes. Se cree que esta característica puede proveer ventajas en el procesamiento rápido de información, y tal vez se deba a deficiencias en la conectividad de diferentes partes del cerebro.

### Teoría de la disfunción ejecutiva
Formulada por Pennington y Ozonof (1996) y Russel (1997), postula que la causa del autismo radicaría en deficiencias en las funciones ejecutivas. Explica los patrones de comportamiento, intereses y actividades restringidos y estereotipados, pero no da una explicación global del trastorno.

### Teoría de la empatía-sistematización
Baron Cohen propone en 2009 que existe una gradación de estilos cognitivos en un continuo cuyos extremos estarían definidos por la capacidad de empatización y la capacidad de sistematizar. Las personas con autismo tendrían un exceso de sistematización, por lo que fracasarían en el intento de establecer relaciones empáticas con otras personas.

### Neuronas espejo
A finales de los años noventa, en el laboratorio de la Universidad de California en San Diego se investigó sobre la posible conexión entre autismo y neuronas espejo, una clase recién descubierta de neuronas.
La probada participación de esas neuronas en facultades como la empatía y la percepción de las intenciones ajenas sustenta una hipótesis de que algunos síntomas del autismo obedezcan a una disfunción del sistema neuronal especular. Diversas investigaciones confirman la tesis.
Las neuronas espejo realizan las mismas funciones que parecen estar desarboladas en el autismo. Si el sistema especular interviene de veras en la interpretación de intenciones complejas, una rotura de esos circuitos explicaría el déficit más llamativo del autismo: la carencia de facultades sociales. Los demás signos distintivos de la enfermedad —aparente ausencia de empatía, lenguaje e imitación deficiente, entre otros— coinciden con los que cabría esperar en caso de disfunción de las neuronas espejo.
Las personas afectadas de autismo muestran menoscabada la actividad de sus neuronas espejo en el giro frontal inferior, una parte de la corteza premotora del cerebro; quizás ello explique su incapacidad para captar las intenciones de los demás. Las disfunciones de las neuronas espejo en la ínsula y la corteza cingulada anterior podrían responsabilizarse de síntomas afines, aparente ausencia de empatía, los déficits en el giro angular darían origen a dificultades en el lenguaje. Los autistas presentan también alteraciones estructurales en el cerebelo y el tronco cerebral.[cita requerida]

## Epidemiología
Para 2010, la tasa de autismo se estimó en alrededor de 1-2 autistas por cada 1000 personas en todo el mundo y ocurrió cuatro a cinco veces más frecuente en niños que en niñas.[cita requerida] Para 2014, cerca del 1,5 % de los niños en los Estados Unidos (uno de cada 68) le diagnosticaron TEA, un aumento del 30 % a partir de 1 de cada 88 en 2012. La tasa de autismo entre adultos mayores de 18 años en el Reino Unido es del 1,1 %. El número de personas diagnosticadas ha aumentado drásticamente desde la década de 1980, debido en parte a cambios en la práctica diagnóstica y los incentivos financieros subsidiados por el gobierno para la identificación diagnóstica; la cuestión de si las tasas reales han aumentado sigue sin resolverse.

## Detección
Los síntomas deben estar presentes en las primeras fases del periodo de desarrollo, pero el diagnóstico no se realiza generalmente antes de los 24 meses. Los principales indicadores para sospechar que un niño puede tener esta condición son: alteraciones persistentes en la comunicación social y en la interacción en diferentes contextos, y patrones restrictivos y repetitivos de comportamientos, intereses o actividades.
El diagnóstico del TEA es con frecuencia un proceso de dos etapas. La primera etapa comprende una evaluación del desarrollo general durante los controles del niño sano con un pediatra. Los niños que muestran algunos problemas de desarrollo se derivan para una evaluación adicional. La segunda etapa comprende una evaluación exhaustiva efectuada por un equipo de médicos y otros profesionales de la salud con un amplio rango de especialidades. En esta etapa, un niño puede recibir un diagnóstico de autismo o de algún otro trastorno del desarrollo.
Mucha gente —inclusive pediatras, médicos de familia, maestros y padres— pueden, al principio, ignorar los signos del TEA, al creer que los niños "alcanzarán" a sus compañeros. Aunque a usted pueda preocuparle pensar que su hijo pequeño tiene el TEA, cuanto más temprano se diagnostique el trastorno, más rápidamente pueden comenzar las intervenciones.
Un control del niño sano debería incluir una prueba para evaluar su desarrollo, con examen de detección específico del TEA a los 18 y 24 meses, como lo recomienda la Academia Americana de Pediatría. Realizar exámenes de detección del TEA no es lo mismo que diagnosticar el TEA.

### Tipos de instrumentos para la detección del TEA
A veces, el médico interrogará a los padres acerca de los síntomas del niño a fin de detectar el TEA. Otros instrumentos de detección combinan información de los padres con observaciones del niño realizadas por el médico. Los ejemplos de instrumentos de detección para los infantes y niños en edad preescolar incluyen:
- Lista de verificación para el autismo en los infantes (CHAT, por sus siglas en inglés)
- Lista de verificación modificada para el autismo en los infantes (M-CHAT, por sus siglas en inglés)
- Herramienta de detección del autismo en niños de dos años (STAT, por sus siglas en inglés)
- Cuestionario de comunicación social (SCQ, por sus siglas en inglés)
- Escalas de conducta comunicativa y simbólica (CSBS, por sus siglas en inglés).
- Para detectar el TEA leve o síndrome de Asperger en los niños mayores, se puede depender de instrumentos de detección diferentes, como:
  - Cuestionario de exploración del espectro autista (ASSQ, por sus siglas en inglés)
  - Escala australiana para el síndrome de Asperger (ASAS, por sus siglas en inglés)
  - Test infantil del síndrome de Asperger (CAST, por sus siglas en inglés).[83]

## Evaluación integral para el diagnóstico
La segunda etapa de diagnóstico debe ser minuciosa a fin de encontrar si otras afecciones pueden ser las causantes de los síntomas del niño. Un equipo que incluye un psicólogo, un neurólogo, un psiquiatra, un logopeda u otros profesionales experimentados en el diagnóstico del TEA puede efectuar esta evaluación. La evaluación puede calificar el nivel cognitivo del niño, el nivel de lenguaje, su conducta adaptativa (habilidades adecuadas en relación con la edad necesaria para completar las actividades diarias independientemente, por ejemplo, alimentarse, vestirse y asearse), los niveles de audición, imágenes cerebrales y exámenes genéticos.

## Diagnóstico
La revisión del DSM 5 modifica el enfoque anterior del DSM IV. Se pasó de categorizar a los diferentes trastornos a un enfoque dimensional para diagnosticar los trastornos que son comprendidos dentro del espectro autista. Así, se considera que todos los trastornos antes mencionados son mejor representados en una sola categoría diagnóstica porque muestran los mismos tipos de síntomas y son diferenciados de mejor manera atendiendo variables clínicas (ej., dimensiones de severidad) y características asociadas (ej., trastornos genéticos, epilepsia, discapacidad intelectual).

### Aspectos cognoscitivos
Alrededor del 75 % de los pacientes diagnosticados de autismo presentan algún grado de discapacidad mental. Se da la circunstancia de que a medida que aumenta el grado de discapacidad mental, aumenta también la prevalencia del autismo. Puede decirse que resulta difícil establecer los límites entre el autismo y la discapacidad mental en aquellos casos en los que la discapacidad es muy severa. También puede ser que la discapacidad mental conlleve autismo de modo secundario. En cualquier caso, el problema fundamental es la fiabilidad de las pruebas que miden el cociente intelectual (CI) aplicadas a personas con una afección considerable de autismo. Esto hace que sea imposible hacer una determinación exacta y generalizada acerca de las características cognitivas del fenotipo autista. Se sabe que los niños superdotados tienen características que se asemejan a las del autismo, tales como la introversión y la propensión a las alergias. Se ha documentado también el hecho de que los niños autistas, en promedio, tienen una cantidad desproporcionada de familiares cercanos que son ingenieros o científicos. Todo esto se suma a la especulación controvertida de que figuras históricas como Albert Einstein e Isaac Newton, al igual que figuras contemporáneas como Bill Gates, tengan posiblemente síndrome de Asperger. Observaciones de esta naturaleza han llevado a la escritora autista Temple Grandin, entre otros, a especular que ser genio en sí "puede ser una anormalidad".
Los datos, pues, apuntan a que el fenotipo autista es independiente de la inteligencia. Es decir, se pueden encontrar autistas con cualquier nivel de inteligencia. Aquellos con inteligencia por debajo de lo normal serían los que tienden a ser diagnosticados. Aquellos con inteligencia normal o superior suelen escapar al diagnóstico.

### Diagnóstico diferencial

#### Autismo infantil y discapacidad mental
El autismo infantil produce alteraciones intelectuales que a menudo son muy difíciles de diferenciar de la discapacidad intelectual. Sus principales características son:
- Ausencia de interacción social
- Alteraciones profundas en el lenguaje, no acorde con las capacidades intelectuales
- Insistencia en comportamientos estereotipados
- Aparece antes de los 30 meses de edad
- Resistencia al cambio
- Incapacidad para anticipar el peligro

Su cociente intelectual suele ser bajo, correlacionándose en forma directa con los defectos lingüísticos. En pruebas psicométricas, el perfil de inteligencia del niño autista (al contrario del menor con discapacidad mental) con frecuencia muestra:
- Disociación entre los CI verbal y no verbal, con una superioridad por parte de las habilidades no verbales
- El desarrollo del lenguaje no sigue las etapas normales
- Regresiones espontáneas en el proceso de desarrollo comunicativo
- Disociaciones claras entre la forma y el contenido del lenguaje y su uso en forma inapropiada

Los menores que padecen retraso mental suelen exhibir un retraso en el desarrollo lingüístico, pero siguen las mismas etapas del niño normal. El autismo infantil y la discapacidad mental llegan a estar relacionados y, de hecho, se ha considerado que aproximadamente tres cuartas partes de niños autistas funcionan como adultos con discapacidad mental.

#### Trastornos de la comunicación social
El DSM-5 introduce una nueva etiqueta diagnóstica dentro de la categoría “deficiencias en el lenguaje”: “los trastornos de la comunicación social”. Los criterios diagnósticos de esta subcategoría solapan en parte con los del TEA; de modo que los niños diagnosticados con un trastorno de la comunicación social tienen una “deficiencia pragmática”, así como un problema de “utilización social de la comunicación verbal y no verbal”. Sin embargo, la presencia adicional de intereses obsesivos y de comportamientos repetitivos excluye la posibilidad de un diagnóstico de trastorno de la comunicación social. Por lo tanto, la presencia de comportamientos repetitivos es esencial en el establecimiento de un diagnóstico diferencial de autismo.

#### Autismo y esquizofrenia
Aunque personas con esquizofrenia pueden mostrar comportamiento similar al autismo, sus síntomas usualmente no aparecen hasta tarde en la adolescencia o temprano en la etapa adulta. La mayoría de las personas con esquizofrenia también tienen alucinaciones y delirios, las cuales no se encuentran en el autismo. Quizá por ello las personas con espectro autista son catalogadas peyorativa y erróneamente como "locos".

## Intervención
Los objetivos de las intervenciones son disminuir el impacto de los déficits tanto en la vida personal como en la familiar y social, mejorar la calidad de vida y la independencia funcional. Ningún tratamiento se ha establecido como superior y generalmente debe ser adaptado a las necesidades del niño.
Los programas de educación especial, intensiva y sostenida, y las cognitivo-conductuales en etapas tempranas de la vida han mostrado su eficacia para ayudar a adquirir habilidades de cuidado personal, sociales y de trabajo.
Los programas de intervención temprana (de 0 a 6 años de edad) han demostrado su eficacia en la contención o eliminación de síntomas autísticos, en mejoras perceptivas, de atención, cognitivas, comunicativas o de las habilidades sociales. Es necesario, además, que la intervención se lleve a cabo con una perspectiva holística, e incidir de manera interdisciplinaria sobre todos los aspectos que ofrezcan disfunciones, bien sea en la conducta social, en el manejo de la comunicación y del lenguaje o en el comportamiento. Se trata de mejorar la situación del niño con TEA y sus habilidades, pero al mismo tiempo su bienestar, su calidad de vida y la de su familia.

### Educación especial, normalización, integración e inclusión
Actualmente se acepta que los niños autistas pueden asistir a escuelas regulares, siempre y cuando cuenten con los apoyos necesarios que den respuesta a sus peculiaridades para poder aprender y desarrollar todas sus potencialidades en la escuela. Cada niño es único con sus fortalezas, gustos y retos, y esto se cumple de igual manera en los niños autistas. Para cada caso, resulta imprescindible diseñar un programa de intervención personalizado, partiendo de las fortalezas del niño, con la participación de los profesionales de la educación, la familia y otros especialistas externos (equipo multidisciplinar).
Esto no siempre fue así. La propuesta del psicoanálisis, imperante durante muchos años, fue claramente segregacionista. El surgimiento posterior de la educación especial fue un hecho positivo porque significó el reconocimiento de la necesidad de una educación especializada, unos medios específicos y unos profesionales cualificados para los niños con discapacidades, pero pronto se vio que por sí sola no bastaba para dar una solución al problema, dado que tenía efectos colaterales negativos desde el punto de vista social.
Nació así el movimiento de la normalización a partir de los años 70, que buscaba la integración de las personas "deficientes" en la vida social normal. Wolfensberger (1972) definió la normalización como «la utilización de medios, culturalmente lo más normativos posible, en orden a establecer y/o mantener conductas y características personales que son tan culturalmente normativas como es posible». Dicho movimiento también tuvo su parte positiva, ya que buscaba proporcionar a las personas devaluadas socialmente la dignidad completa que les corresponde por derecho propio. Sin embargo, también se acabó revelando como insuficiente, ya que no respetaba la diversidad legítima de los individuos, cayendo muchas veces en la persecución utópica de unos modelos de persona y sociedad «normales», difíciles de definir al margen de ideologías y prejuicios.
Además, la integración escolar no produjo los efectos deseados:

«Pese a los vientos renovadores positivos que trajo para la situación de los alumnos con necesidades especiales, la integración educativa adolece de haberse basado mucho más en prejuicios personales y presupuestos ideológicos que en resultados de estudios e investigaciones. Los problemas en muchos de los estudios que han defendido la integración se encuentran en la metodología, con graves problemas de diseño, sesgo de la muestra, e instrumentación insuficiente y poco analizada. Y esta falta de sustanciación científica posiblemente explica las dificultades que todavía, tras cuatro décadas de experimentación, se siguen encontrando, sin poder cerrar definitivamente el debate».

De este modo, surge el nuevo paradigma de intervención unido al concepto de inclusión (educativa, laboral y social) de los individuos, basado más en las modificaciones ambientales que en un supuesto modelo de normalidad. Aparecen así planteamientos y programas innovadores como los de escuela inclusiva (escuela para todos), el "empleo con apoyo" y la "vida con apoyo", que desembocan en los paradigmas de apoyos y de calidad de vida.
La inclusión respeta la diversidad de características de los individuos y sus necesidades, promoviendo la integración cuando esta es posible, y sin desdeñar los beneficios —a menudo imprescindibles— de la educación especial, poniendo el acento en el desarrollo de potencialidades y en la calidad de vida.
Se plantean ahora nuevos retos, como son la modificación de los sistemas e instituciones educativas para dar cabida a estos planteamientos (asignatura pendiente, todavía), así como la sensibilización y creación de conciencia en los colegios y escuelas acerca del autismo y sus variantes (como por ejemplo el síndrome de Asperger) a fin de erradicar problemas como el acoso escolar o bullying a causa de la ignorancia, pues está demostrado que los niños y niñas con TEA tienen un riesgo más alto de ser víctimas, y las consecuencias que padecen son más intensas que en el resto de alumnos.

### Definición de TE y NEAE
Por un lado, la Tecnología Educativa (TE) es el conjunto de conocimientos, aplicaciones y dispositivos o herramientas que otorgan la posibilidad de aplicar las TIC en el ámbito educativo, concretamente en los procesos de enseñanza y aprendizaje. Gracias a ésta, los docentes pueden diseñar y planificar el proceso de enseñanza y aprendizaje de manera óptima y eficiente.
Por otro lado, las Necesidades Específicas de Apoyo Educativo (NEAE) engloban todas las Necesidades Educativas Especiales (NEE) y Necesidades Educativas que pueda tener el alumnado. Estas últimas se derivan de Dificultades Específicas de Aprendizaje (DEA), del Trastorno por Déficit de Atención con o sin hiperactividad (TDAH), de las Altas Capacidades Intelectuales, de Especiales Condiciones Personales o de Historia Escolar (ECOPHE), o bien por Incorporación Tardía al Sistema Educativo.

### TE para tratar con alumnado TEA
La Tecnología Educativa dirigida a las personas afectadas con autismo se le conoce como "tecnología asistente" que sirve principalmente para aprender habilidades sociales y a comunicarse con los demás, marcar rutinas o bien identificar situaciones cotidianas. Para considerarlas útiles estas herramientas han de cumplir los siguientes requisitos:
- Fomentar el aprendizaje y ser intuitivas, es decir, fáciles de usar.
- Deben ser flexibles, adaptables y personalizables.
- Ser amenas, atractivas y motivadoras.

## Pronóstico
El pronóstico del autismo es aparentemente impredecible. Algunos niños se desarrollan a niveles en los cuales su autismo no es comúnmente perceptible, sin razón aparente. Las terapias ABA no son recomendadas por la comunidad del espectro autista debido a sus efectos perjudiciales a largo plazo en la salud mental.
Algunos padres reportan mejorías después de utilizar tratamientos biológicos (no probados). Por otro lado, muchos individuos autistas requieren ser cuidados de por vida y otros nunca desarrollan lenguaje oral. La terapia parece no tener efecto alguno en ciertos casos. Mientras que algunos autistas adultos parecen mejorar en su funcionamiento al pasar el tiempo, en otros casos no funciona.
La ansiedad y la depresión se presentan con frecuencia en adolescentes y adultos autistas. Se sabe que la respuesta al estrés es más pronunciada en muchos autistas, lo cual podría ser una causa. Pero dados los déficits sociales de los autistas, también es posible que la ansiedad y depresión se deban a instancias de adversidad social.
Las diferencias cerebrales de un individuo realmente autista son tan pronunciadas que es improbable que se puedan eliminar por medio del uso de fármacos o terapia, por intensiva que sea. Aunque su comportamiento externo sea parecido al de las personas no autistas, internamente la persona autista seguirá siendo neurológicamente diferente a los demás.[cita requerida]
En una minoría de casos la persona autista puede sacar ventaja de su condición y lograr éxito en su área de interés. Un ejemplo es el caso de la Dra. Temple Grandin, considerada autista desde una temprana edad, quien ahora es Profesora Asociada de la Universidad de Colorado, experta en equipo de manejo de ganado, y autora de varios libros acerca del autismo, incluyendo el popular Thinking in Pictures (Pensando en imágenes).

## Calidad de vida
Para las personas con discapacidad las dimensiones de la calidad de vida son semejantes a las del resto de la población.
- La calidad de vida mejora en el momento en el que las personas con esta condición se sienten con el poder de tomar decisiones que repercutan en su vida, durante muchos años este poder se les ha quitado de las manos a las personas con discapacidad, siendo asumido por familiares o los profesionales cercanos a la persona.
- La calidad de vida aumenta con la aceptación y la total integración de las personas a la comunidad en la que se encuentran, brindándoles independencia, siendo esta un factor esencial en la percepción de la calidad de vida.
- Todas las personas experimentamos la calidad de vida en el momento en el que las necesidades básicas se cumplen y se dan las mismas oportunidades para lograr distintas metas en contextos tales como hogar, comunidad, escuela y trabajo.[101]

## Otros datos de interés

### Alto y bajo funcionamiento
Un criterio común para la distinción entre autismo de alto y de bajo funcionamiento es un cociente intelectual de más de 70-80 para aquellos que se dice que son de alto funcionamiento, y de menos de 70-80 para aquellos que se dice que son de bajo funcionamiento. Este criterio tiene varios problemas:
- Se cree que las pruebas de cociente intelectual son inadecuadas para medir la inteligencia de una persona autista, ya que están diseñadas para personas típicas. Es decir, estas pruebas asumen que existe interés, entendimiento, conocimientos lingüísticos, motivación, habilidad motriz, etc. Se conocen casos de personas autistas cuyo cociente intelectual cambia drásticamente dentro de un periodo relativamente corto, lo cual probablemente no indica un cambio real en el nivel de inteligencia.

- La percepción de "bajo funcionamiento" por lo general se refiere a carencia de habla, incapacidad para cuidarse de sí mismo, falta de interacción social, etc. Esto no siempre coincide con el criterio del cociente intelectual. Existen personas autistas que carecen de habla (aunque se pueden comunicar por escrito) con un cociente intelectual alto. Por otro lado, autistas con un cociente intelectual bajo podrían poseer la capacidad del habla.

- Los autistas varían extremadamente en sus capacidades. Una misma persona puede mostrar características de "alto funcionamiento" y otras de "bajo funcionamiento." Por lo tanto estas etiquetas son uni-dimensionales y su descriptividad deficiente.

- Las personas autistas que son de "bajo funcionamiento" en algún área pueden desarrollarse y volverse de "alto funcionamiento" en esa misma área.

#### Síndrome del sabio
Rimland (1978) encontró que el 10 % de los autistas tienen "talentos extraordinarios" en campos específicos (comparado con un 0,5 % de la población general). Brown y Pilvang (2000) han propuesto el concepto del "niño que esconde conocimiento" y han demostrado por medio de cambios en las pruebas de inteligencia que los niños autistas tienen un potencial que se esconde detrás de su comportamiento. Argumentan también que la falta de optimismo que promueve gran parte de la literatura científica sobre el tema puede empeorar la situación del individuo autista. Dawson (2005), una investigadora autista, ha realizado comparaciones cognitivas entre individuos autistas y no autistas; encontró que su rendimiento relativo en las pruebas de Wechsler y RPM son inversos. Un estudio de la Universidad Estatal de Ohio encontró que los autistas tienen mejor rendimiento en pruebas de memoria falsa. Happe (2001) hizo pruebas a hermanos y padres de niños autistas y propuso que el autismo puede incluir un "estilo cognitivo" (coherencia central débil) que confiere ventajas en el procesamiento de información.

### Integración Sensorial

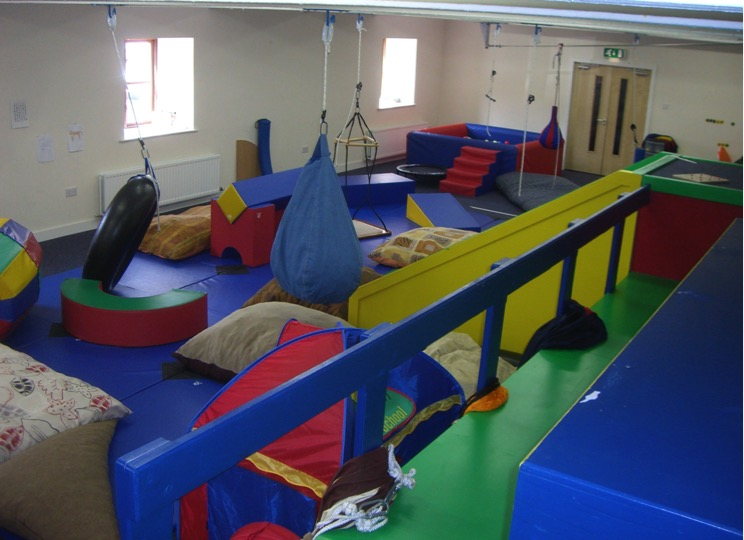
Clínica Terapia Ocupacional (TO) con un énfasis en Integración Sensorial (IS). Gustavo Reinoso, PhD, OTR/L.

Las experiencias sensoriales están presentes en nuestras ocupaciones y actividades diarias. En algunas poblaciones estas experiencias resultan problemáticas y afectan la participación en diferentes acciones, tareas, actividades y ocupaciones. De este modo, los problemas sensoriales en los individuos con diagnóstico de autismo están ampliamente reportados en la literatura. Las dificultades sensoriales en individuos con autismo han sido confirmadas por diferentes tipos de estudios incluyendo cuestionarios, estudios neurofisiológicos y reportes biográficos proporcionados por personas con diagnóstico de autismo. Aunque esto parece una novedad fue Kanner quien en 1943 originalmente describió no solo la fascinación y el placer que los niños con diagnóstico de autismo experimentan en relación con ciertos estímulos sensoriales como el reflejo de la luz en los espejos, sino también signos asociados a estrés; como por ejemplo el cubrirse los oídos en presencia de ciertos sonidos.
Anna Jean Ayres, PhD, OTR, (18 de enero de 1920–16 de diciembre de 1988) fue la Terapeuta Ocupacional que desarrolló la teoría e intervención en Integración Sensorial en los EE. UU. Los problemas sensoriales más comúnmente reportados en individuos con diagnóstico de autismo incluyen hiporrespuesta, hiperrespuesta, patrón de respuesta mixto y problemas de praxis debidos a déficits en el procesamiento e integración de diferentes sensaciones. Sin embargo, otras caracterizaciones también han sido reportadas. Por ejemplo, Baranek y sus colaboradores reportaron patrones de hiporresponsividad (hipo), hiperresponsividad (hiper), intereses, repeticiones y comportamientos de búsqueda (IRCB) y percepción superior. Las evaluaciones especializadas en integración sensorial son llevadas a cabo por Terapeutas Ocupacionales con educación de post graduación en este abordaje en más de 22 países en el mundo. Una formación internacional en esta teoría y marco de intervención ha sido desarrollada por instructores por medio de la University of Southern California (USC). Criterios de formación específica han sido establecidos y se implementan en varios países del mundo.
El DSM 5 ha reconocido la existencia de los problemas sensoriales como parte del diagnóstico de autismo. Esto ha causado un renovado interés en Integración Sensorial dentro de Terapia Ocupacional. Terapia Ocupacional con Integración Sensorial (OT/SI) ha demostrado evidencia científica de efectividad y eficacia en pruebas controladas aleatorizadas, el nivel más alto de evidencia científica. Mejorías en varias áreas, incluyendo aspectos motores, del comportamiento, lenguaje, juego y actividades de la vida diaria, así como también objetivos específicos establecidos con los familiares, han resultado positivos cuando la intervención está implementada por Terapeutas Ocupacionales con formación adecuada en Integración Sensorial.

### Síndrome de evitación patológica de la demanda
Aunque no haya sido incluido en el DSM-5, actualmente se diagnostica en Reino Unido un síndrome conocido como síndrome de evitación patológica de la demanda (PDA), al que se considera una condición perteneciente al espectro autista.

### Fenotipo ampliado
El fenotipo ampliado del autismo hace referencia a personas que, sin presentar un cuadro clínico de TEA, muestran rasgos propios del autismo tales como evitar el contacto visual.

## Sociedad y cultura
En tiempos recientes, ha emergido una cultura propia y un activismo propio entre las personas autistas. Cada año se celebran eventos para visibilizar el autismo, tales como el Día Mundial de Concienciación sobre el Autismo y el Día del Orgullo Autista. En el mundo académico, algunos científicos sociales estudian el autismo como una cultura propia, lo que tiene un precedente en estudios académicos sobre la cultura sorda, así como los movimientos sociales de las personas autistas.

### Activismo: movimiento de la neurodiversidad
El movimiento de la neurodiversidad es un movimiento social en el contexto de los derechos de las personas con discapacidad que pone énfasis en un modelo basado en la neurodiversidad. En este modelo, el espectro autista es un resultado de la variabilidad natural en el cerebro humano y no una enfermedad o un trastorno. De esta manera, propone términos no patologizadores como "neurotípico" en lugar de "normal", "neurodiversidad" en lugar de enfermedad o trastorno, y "neurodivergente" en lugar de "anormal".
Este movimiento ha sido criticado fuertemente por algunos padres de niños autistas, principalmente Kit Weintraub y Lenny Schaffer, quienes han acusado a los activistas autistas de no ser autistas en realidad, entre otras cosas. Algunos padres de niños autistas sí lo apoyan. Algunas de sus reivindicaciones son:
- Luchar contra falsas promesas de curación e intentos de institucionalizar a personas autistas en contra de su voluntad.
- Demandar tolerancia para la neurología atípica del autismo.
- Educar al público acerca de los estereotipos del autismo que consideran insultantes o simplemente incorrectos.
- Que no sólo se enfaticen los aspectos negativos del autismo y eliminar el uso peyorativo del término "autista" (que no se emplee como sinónimo de "indiferente" o "apático", cosa típica de personas incultas).
- Luchar contra las políticas eugenésicas que tratan de eliminar el genotipo autista por medio de pruebas genéticas prenatales y abortos.
- Luchar contra maltratos y prácticas crueles e inhumanas a las personas autistas, ya sea niños o adultos.